# Rai Ladinia
Rai Ladinia è la struttura della sede Rai di Bolzano deputata a produrre e trasmettere programmi radiotelevisivi in lingua ladina sul territorio dell'Alto Adige, della Val di Fassa e - tramite impianti privati - delle valli ladine di Cortina d'Ampezzo, Livinallongo del Col di Lana e Colle S. Lucia. Essa è, insieme alla RTR (emittente in romancio del gruppo SRG SSR), l'unica radiotelevisione pubblica al mondo a trasmettere in lingua retoromanza.

## Storia

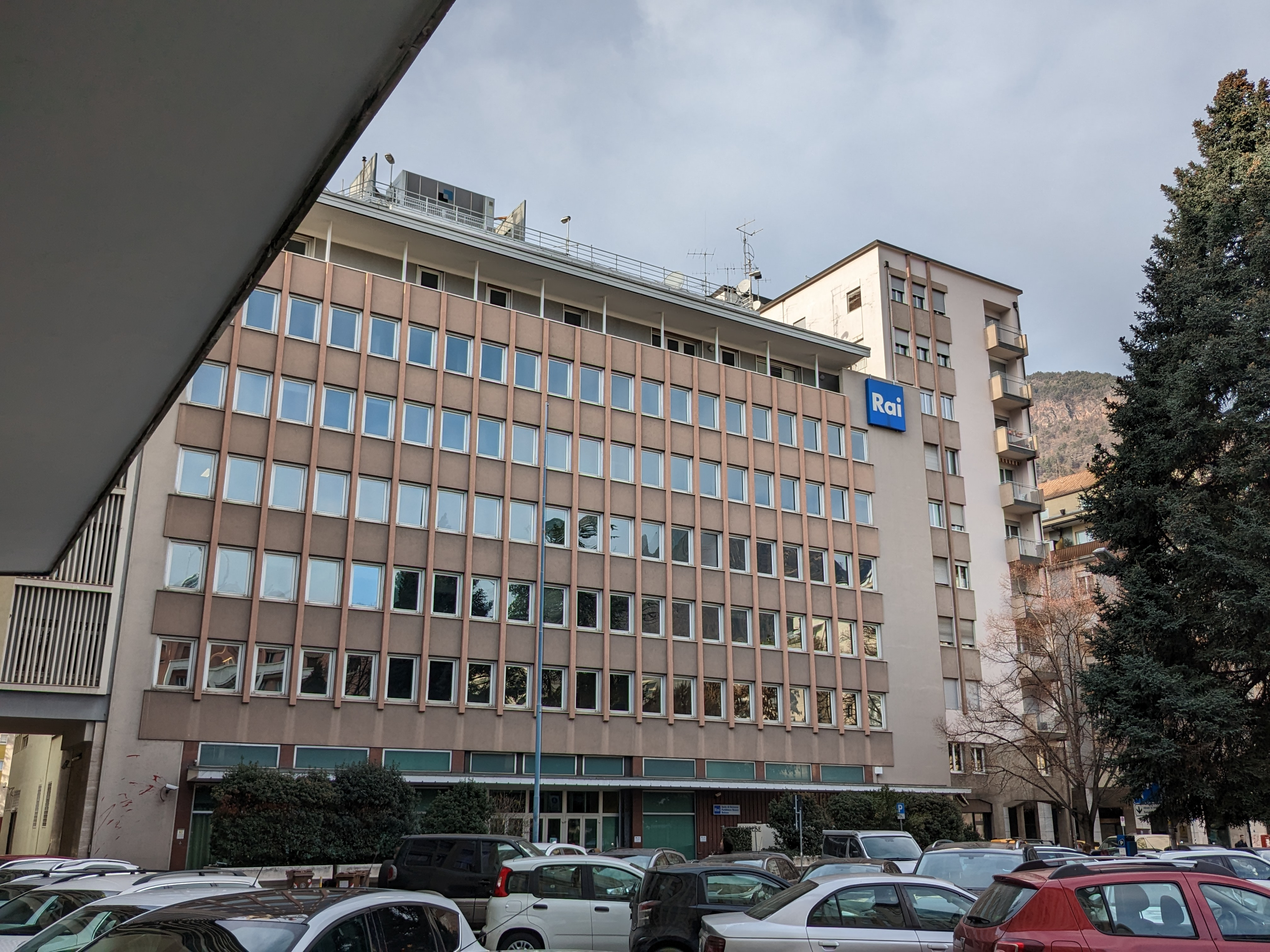
La sede RAI di Bolzano

La prima trasmissione radiofonica in lingua ladina della sede Rai di Bolzano va in onda il 4 aprile 1946; la programmazione rimane sporadica ed episodica fino al 1958, quando viene stabilito un primo palinsesto, coprente sei giorni alla settimana. Le trasmissioni televisive iniziarono invece in via sperimentale nel 1976 per iniziativa dei giornalisti Carl Insam e Erwin Frenes.
Nel 1987 la programmazione radiotelevisiva viene demandata ad un'apposita struttura interna alla sede bolzanina, denominata Radio TV Ladina, costituita a seguito di una convenzione tra la Rai e il Consiglio dei ministri con la missione di produrre programmi al servizio della minoranza linguistica ladina e al contempo evidenziarne l'esistenza anche agli occhi dei cittadini appartenenti alle altre etnie del territorio trentino-altoatesino. Sebbene tale convenzione riguardi solo le minoranze residenti all'interno delle province di Bolzano e Trento, anche le comunità ladine storiche di Cortina d'Ampezzo, Livinallongo del Col di Lana e Colle S.Lucia, unite fra loro nella "Consulta Ladina", si dimostrano interessate a fruire delle trasmissioni dell'emittente; le amministrazioni comunali, dal 1996, installano a proprie spese e dopo il superamento di notevoli problemi burocratici, una rete di ponti radio e ripetitori per garantire la copertura dei segnali televisivi e radiofonici nei rispettivi territori comunali attuando di volta in volta tutti i necessari e costosi upgrade tecnologi agli impianti di diffusione.
Il monte ore di programmazione era inizialmente molto ridotto ed era inserito nei palinsesti della struttura germanofona Rai Sender Bozen, con la quale condivide i canali di trasmissione. Esso è stato via via aumentato col passare degli anni: nel 1996 nasce il primo telegiornale in lingua ladina, il TRaiL, trasmesso in un'unica edizione da 4 minuti alle ore 19:55, la cui redazione è associata alla Testata Giornalistica Regionale.
Nel 2013 la struttura viene rinominata Rai Ladinia (a voler significare una maggiore attenzione a tutto il territorio di riferimento), aumentando ulteriormente le ore di trasmissione giornaliere (tra l'altro con l'istituzione della seconda edizione del telegiornale TRaiL, la cui redazione diventa autonoma da quella del TG italiano); al contempo la produzione televisiva viene completamente digitalizzata ed è passata al formato d'immagine 16:9.

## Direzione
La responsabilità della programmazione radiotelevisiva in lingua ladina della sede Rai di Bolzano è avocata al direttore Vittorio Longati, mentre i servizi giornalistici sono coordinati da Stefan Pescollderungg.

## Offerta televisiva
Il programma televisivo di Rai Ladinia, mandato in onda sul canale Rai 3 Südtirol, è di tipo generalista, con una forte presenza di documentari e programmi d'informazione focalizzati sulle vallate ladine. Non trasmette pubblicità.
Il palinsesto si articola, oltre che sul già citato telegiornale TRaiL, sul programma Paladina - cultura, economia, sozieté, trasmesso a cadenza bisettimanale, che propone al suo interno rubriche di vario argomento. Accanto ad esso vi sono i programmi Bancorin (magazine d'attualità) e EuroTV (telegiornale economico).

### Coproduzioni e collaborazioni
La struttura produce in proprio (o in collaborazione con partner esterni del territorio ladino) tutta la sua programmazione. Ha altresì rapporti di collaborazione con altre emittenti retoromanze, come la svizzera TVR (televisione romancia), o la sede friulana della Rai, che produce programmi in lingua locale.

### Concorrenza
All'epoca della sua fondazione, la TV Ladina si trovava ad operare in condizioni di monopolio, essendo l'unica emittente televisiva in lingua ladina
Tale monopolio è stato rotto nel 2006 dall'emittente TCA, che ha iniziato a proporre alcuni programmi in ladino - prevalentemente fassano - sui canali RTTR e Trentino TV. A dicembre 2009 è altresì nata Tele Minoranze Linguistiche (TML), con un palinsesto di programmi in ladino (oltre che in mocheno e cimbro).

## Offerta radiofonica
Il programma radiofonico in lingua ladina è più ampio rispetto a quello televisivo: propone infatti due notiziari (dal lunedì al sabato dalle 13:30 alle 13:50 e dalle 19:00 alle 19:05; la domenica c'è una sola edizione alle 12:30) e due programmi di attualità: La copa dal cafè dalle 13:45 alle 14:00 (martedì, mercoledì, venerdì e sabato e la domenica dalle 12:45 alle 13:00) e “Dai crepes dl Sela” dalle 19:05 alle 19:30 (tutti i giorni della settimana).

### Concorrenza
In ambito radiofonico, la principale emittente privata in lingua ladina è Radio Gherdëina Dolomites, con sede a Ortisei, che copre col suo segnale tutte le vallate ladine, proponendo trasmissioni in tutti i dialetti della lingua dolomitica.

## Internet
Sulla sezione ladina del sito web della sede Rai di Bolzano è possibile riascoltare alcuni dei programmi radiotelevisivi andati in onda, nonché ascoltare la radio in live streaming.

## Redazione

### Giornalisti
- Stefan Pescollderungg (caporedattore), Val Badia
- Alexia Grossi, Val Gardena
- Cecilia Mazzel, Val di Fassa
- Margherita Detomas, Val di Fassa
- Armin Moroder, Val Gardena
- Jasmin Ferdigg, Val Badia
- Michele Carpano, Val di Fassa
- Alexander Stuffer, Val Gardena
- Mateo Taibon, Val Badia

### Altri programmi
- Alessandro Dapunt
- Anna Mazzel
- Leo Senoner
- Sara Frenner

## Loghi

2000 - 18 maggio 2010
18 maggio 2010 - 2013
2013 - 16 gennaio 2018
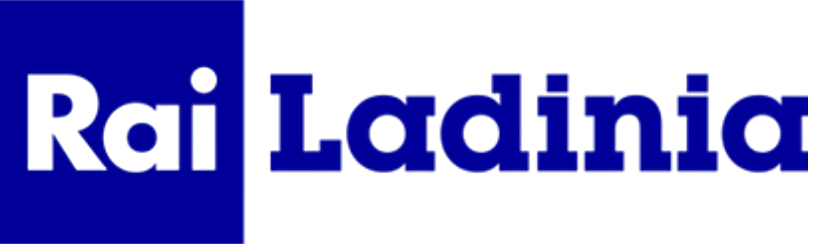
In uso dal 16 gennaio 2018